# Pest (stadsdeel)

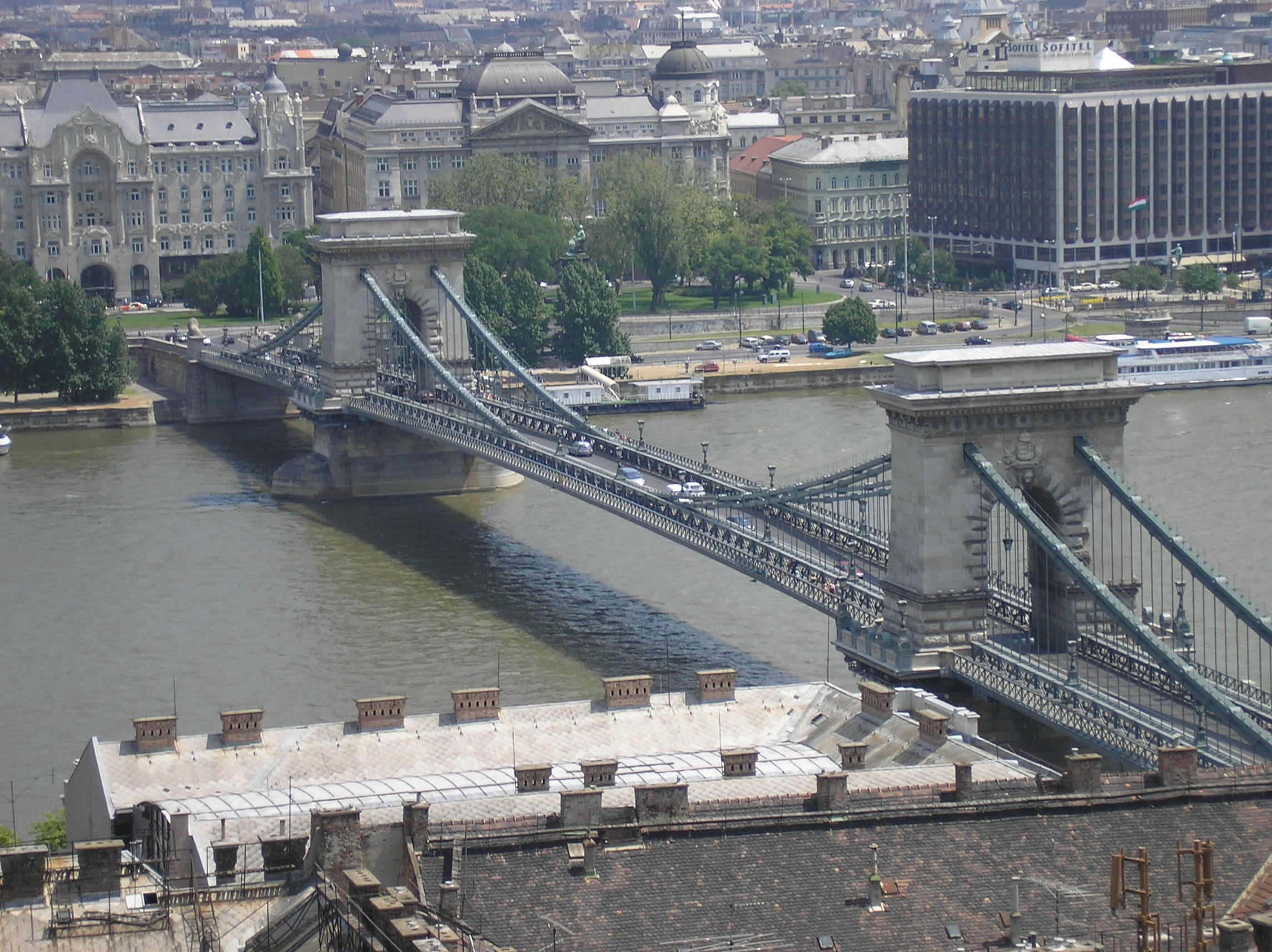
Zicht op de Kettingbrug en Pest

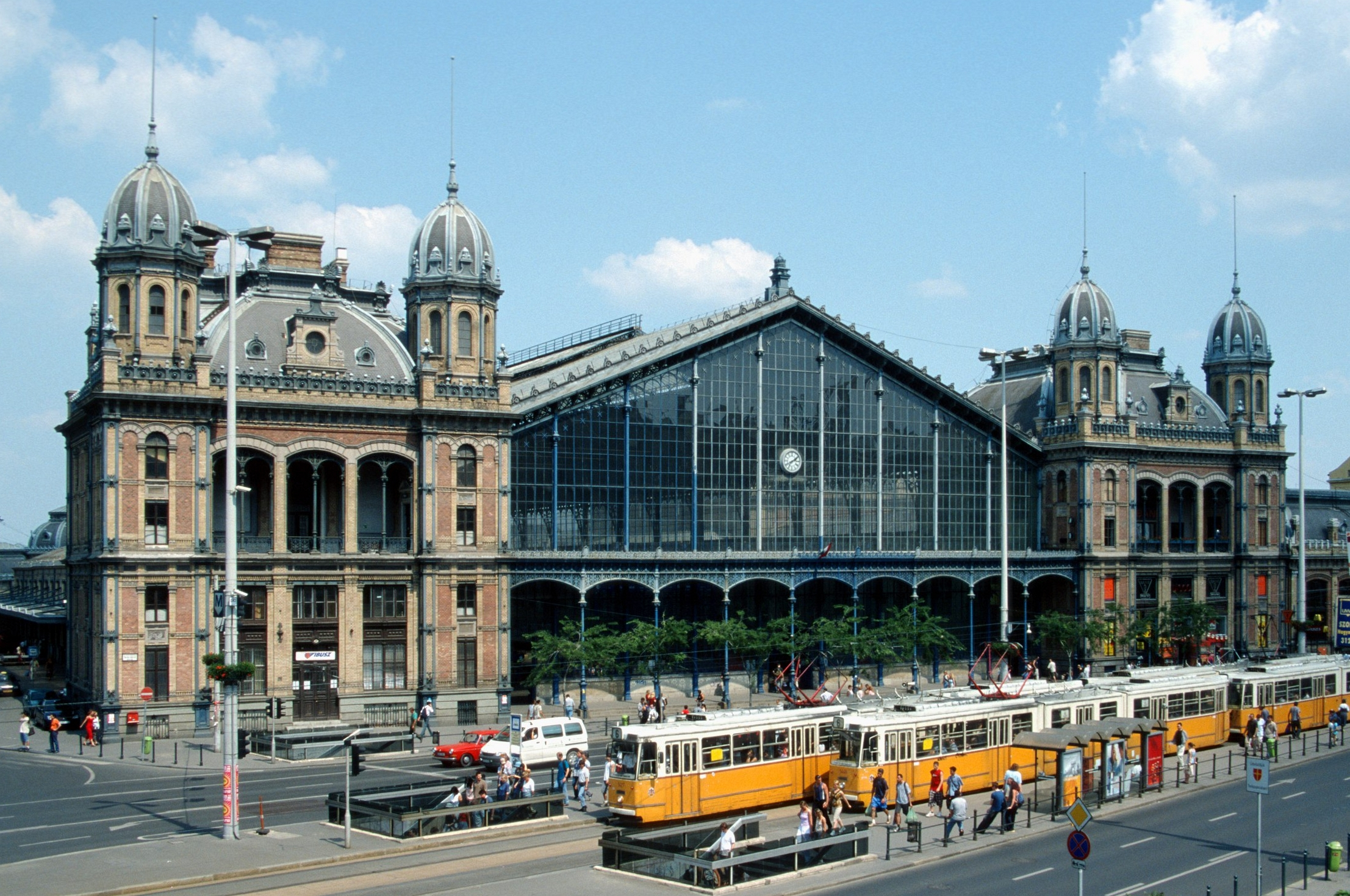
Station West in Pest

Pest (uitgesproken: pesjt) is een van de drie steden waaruit de Hongaarse hoofdstad Boedapest ontstond. Het is het grootste, grotendeels vlakke gedeelte van de hoofdstad dat op de linkeroever (oostoever) van de Donau ligt. Pest beslaat met zijn 352 km² ongeveer twee derde van het grondgebied van de hoofdstad. De Donau scheidt het stadsdeel van Boeda en Óbuda, de andere twee delen van Boedapest, waarmee het in 1873 werd verenigd. Informeel wordt de naam Pest vaak ook gebruikt om heel Boedapest aan te duiden.
In Pest bevinden zich onder meer het zakelijke hart van de stad, het Parlementsgebouw met de verschillende ministeries en het Stadspark met het Heldenplein (Hősök tere). Ook de meeste industrie bevindt zich in Pest.

## Naam
De naam Pest gaat terug op een Slavisch woord dat ‘stookplaats’ betekende, waarschijnlijk verwijzend naar nabijgelegen grotten waar men vuur brandde. 'Pest' werd in eerste instantie gebruikt voor het deel van de stad op de westoever dat nu Boeda heet en waar in vroegere eeuwen Keltische en Romeinse nederzettingen waren: de oude Duitse naam voor Boeda is overigens ook Ofen. Wanneer later op de oostoever eveneens een stad ontstaat, gaat de naam Pest over naar dat deel, waarbij de burchtheuvel de naam Boeda krijgt. Nu wordt Pest gebruikt voor het hele stadsdeel op de oostoever en Boeda voor het gehele stadsdeel op de westoever.

## Geschiedenis

### De eerste stad
De ontwikkeling van Pest liep achter bij de overige twee delen waaruit de huidige stad Boedapest is opgebouwd: de Kelten staken de Donau helemaal niet over, de Romeinen alleen om de fortificatie Contra-Aquincum te bouwen. Het was op deze ruïnes dat rond het jaar 1000 een eerste stad werd gebouwd door de Magyaren: op de plek van de huidige parochiekerk van de binnenstad, waar delen van de Romeinse door glasplaten te zien zijn, werd een basiliek gebouwd. Rondom deze basiliek breidde Pest zich snel uit. Naast vele Duitse handelaren vestigden zich nu ook islamitische handelaren uit onder meer Bulgarije en Arabië. Hierdoor werd Pest een belangrijk economisch centrum gedurende de 11de eeuw.

### Mongoolse invasie
In 1241 - 1242 vielen de Mongolen ook Hongarije binnen. Pest werd vernietigd tijdens deze invasie en kort daarna herbouwd. Pest werd nu een versterkte veste, omdat een nieuwe invasie van de Mongolen werd gevreesd. Deze bleef echter uit, zodat de stad uit kon groeien en op kon bloeien. Samen met Boeda werd Pest langzamerhand het politieke en economische centrum van het land. Deze bloei trok vele mensen naar Pest die niet allemaal een plek konden vinden binnen de stadsmuren. Buiten de stadsmuren van Pest ontstonden kleine nederzettingen die pas veel later tot Pest gingen behoren.

### Verval
De economische omstandigheden in de 16e eeuw in Europa waren niet gunstig voor Pest, waardoor de groei stagneerde. De inname van de stad door de Ottomanen in 1541 betekende het einde van de gouden periode. Het Hongaarse hof werd verplaatst naar het huidige Bratislava, dat destijds deel uitmaakte van het Hongaarse Koninkrijk. Ook nadat de stad in 1686 bevrijd was door het Heilige Leger en was ingenomen door de Habsburgers, bleef Bratislava de zetel van de regering. Pest herkreeg stadsrechten in 1703, maar groeide nauwelijks. Pas tegen het einde van de 18de eeuw zou Pest weer opbloeien.

### Pest onder Palatijn Jozef
Keizer Frans II stelde in 1795 zijn broer, aartshertog Jozef, aan als Palatijn van Hongarije. Hij stelde zichzelf vooral als taak Pest op een hoger plan te brengen: economisch belangrijker, moderner en meer ontwikkeld. Onder zijn bezielde leiding verrezen vele neoklassieke gebouwen die de tand des tijds doorstaan hebben, evenals vele organisaties als het Hongaars Nationaal Museum, de Nationale Bibliotheek en het Nationaal Theater. Hierdoor werd Pest, samen met Boeda, het economische, handels- en culturele centrum van het land. De opleiding voor militaire officieren werd in deze tijd in Pest geopend. Het eerste niet-kerkelijke standbeeld was dat van aartshertog Joseph. Het staat voor het Ministerie van Financiën op het eveneens naar hem vernoemde plein.

### Herbouw
In 1846 werd het eerste treinstation geopend in Pest, als onderdeel van de Wenen-Pest-lijn. In datzelfde jaar volgde een tweede spoorlijn naar Szolnok. Door de revolutie van 1848 - 1849 kwam het economisch leven tot stilstand. Vanaf het compromis van 1867 tussen Oostenrijk en Hongarije ging Pest Boeda overvleugelen. In 1873 gingen de steden Boeda, Óbuda en Pest samen in de stad Boedapest. In Pest werden vele kleine, barokke eenverdiepinghuizen vervangen door gebouwen van twee of drie verdiepingen in neoklassieke stijl.